# Nycticebus coucang
El loris de la Sonda, loris lento o loris perezoso (Nycticebus coucang) es una especie de primate estrepsirrino de la familia Lorisidae propia de Sondalandia.

## Difusión
Habita en las selvas de Sumatra, Malasia Peninsular, Tailandia peninsular, Singapur y algunas islas adyacentes como las Natuna, Riau y Tioman.

## Descripción
Mide 30 a 38 cm de largo y pesa 1 a 2 kg. El pelo es tupido, lanudo, corto y suave, de color leonado con tonalidades que van del castaño grisáceo o amarillento al castaño rojizo, y en la zona ventral es blanco amarillento o grisáceo. A lo largo de la espalda, la nuca y hasta la frente tiene una banda negra angosta. El hocico es corto. Entre la frente y el hocico presenta pelo blancuzco en torno a los ojos, que están circundados por anillos marrón obscuro. 
Se observa una tendencia de la banda dorsal a acentuase a medida que se va de norte a sur del área de dispersión de la especie, de manera que se acerca a las orejas y llega a confundirse con la máscara facial.
Los dedos son cortos y el segundo dedo de la mano es muy reducido, pero en las extremidades posteriores, el segundo dedo presenta una uña larga especializada para el acicalamiento mutuo.
Posee numerosas vértebras dorsales, lo cual le permite rotar el tronco con respecto al abdomen.

## Comportamiento
De hábitos nocturnos  y arborícolas. Marca el territorio con la orina para evitar conflictos con otros individuos de su propia especie. Vive solo o en pequeños núcleos familiares. Durante el día, duerme en el interior de una cavidad de algún tronco o simplemente sobre las ramas. De noche se mueve lentamente entre los árboles, paso a paso, y solamente se apresura con la mano para atrapar una presa. Si percibe algún peligro, se queda completamente inmóvil y puede permanecer así por horas.
Como caso raro entre los mamíferos, puede dar un mordisco venenoso: la toxina, un polipéptido de efectos inflamatorios, es producida por una glándula braquial ubicada en el centro del codo y el loris se encarga de llevarla a la boca. Si se ve amenazado, inocula la toxina con un mordisco, por medio del peine dental característico de los estrepsirrinos. Con la saliva venenosa, la hembra unta a su cachorro para repeler a los depredadores.

### Alimentación
Consume principalmente insectos, pero además come pequeños vertebrados, hojas y frutos. A diferencia del loris esbelto rojo, no despluma los pájaros capturados sino se limita a pasar el labio sobre las plumas antes de comer la presa.

### Reproducción
La hembra tiene dos períodos de estro al año. La gestación dura  de 5 a 6 meses, tras los cuales nace una cría, que amamanta con 4 pezones, hasta los 8 o 9 meses de edad, aunque es raro que la abandone antes del año, cuando alcanza la madurez sexual. En cautividad vive hasta 26 años.

## Subespecies
Son reconocidas tres subespecies:
- Nycticebus coucang coucang
  - N. c. hilleri
  - N. c. insularis
  - N. c. natunae
- Nycticebus coucang javanicus
- Nycticebus coucang menangensis
  - N. c. bancanus
  - N. c. borneanus